# Högboda
För andra betydelser, se Högboda (olika betydelser).
Högboda är en tätort i Boda distrikt (Boda socken) i Kils kommun som ligger norr om Kil mitt emellan Karlstad och Arvika. 
I tätorten finns Högboda station, som ligger på järnvägslinjen Värmlandsbanan.

## Befolkningsutveckling
| Befolkningsutvecklingen i Högboda 1960–2020                  | Befolkningsutvecklingen i Högboda 1960–2020 | Befolkningsutvecklingen i Högboda 1960–2020 | Befolkningsutvecklingen i Högboda 1960–2020 | Befolkningsutvecklingen i Högboda 1960–2020 |
| ------------------------------------------------------------ | ------------------------------------------- | ------------------------------------------- | ------------------------------------------- | ------------------------------------------- |
|                                                              |                                             |                                             |                                             |                                             |
| År                                                           |                                             |                                             | Folkmängd                                   | Areal (ha)                                  |
| 1960                                                         | 1960                                        |                                             | 206                                         |                                             |
| 1990                                                         | 1990                                        |                                             | 230                                         | 57                                          |
| 1995                                                         | 1995                                        |                                             | 267                                         | 57                                          |
| 2000                                                         | 2000                                        |                                             | 257                                         | 58                                          |
| 2005                                                         | 2005                                        |                                             | 256                                         | 58                                          |
| 2010                                                         | 2010                                        |                                             | 262                                         | 59                                          |
| 2015                                                         | 2015                                        |                                             | 334                                         | 118                                         |
| 2020                                                         | 2020                                        |                                             | 267                                         | 71                                          |
| Anm.: Från 2015 ingår även bebyggelsen i Boda i denna tätort |                                             |                                             |                                             |                                             |

## Samhället
I Högboda finns en skola, förskola, bibliotek och en affär. Det finns även en Folkets Hus-förening som driver vandrarhem och biograf.   
Den lokala tidningen heter Boda Bya Blá. Tidningen utkommer 5 nr per år och trycks i 7-800 exemplar. Tidningen innehåller aktuell information om Högboda.